# مسبار غاليليو
كان مسبار غاليليو مسبارًا مُصممًا للدخول في الغلاف الجوي للمشتري حُمل على متن مركبة غاليليو الفضائية الرئيسية، إذ دخل مباشرةً في بقعةٍ ساخنة وأرسل خلال رحلته بياناتٍ من الكوكب. بُني المسبار الذي بلغت كتلته 339 كيلوجرامًا (747 باوندًا) من قِبل شركة طائرات هيوز في مصنعها في إل سغوندو، كاليفورنيا، وبلغ عرضه 1.3 متر (4.3 قدم) تقريبًا. كانت الأدوات العلمية محمية من الحرارة والضغط الشديدين داخل الدرع الحراري الخاص بالمسبار أثناء رحلته عالية السرعة داخل الغلاف الجوي للمشتري، إذ دخل بسرعة 47.8 كيلومتر (29.7 ميل) في الثانية في 7 ديسمبر 1995، في الساعة 22:04 بالتوقيت العالمي المُنسق وتوقف عن العمل في الساعة  23:01 بنفس التوقيت، أي بعد دخوله بـ 57 دقيقة و36 ثانية.

## وصف المهمة
انفصل المسبار عن المركبة الفضائية الرئيسية في يوليو 1995، قبل خمسة أشهر من وصوله إلى المشتري، ودخل في الغلاف الجوي للكوكب دون كبحٍ مُسبق. انخفضت سرعة دخول المسبار البالغة 47 كيلومترًا في الثانية إلى سرعة دون صوتية في أقل من دقيقتين. أدّت الرحلة السريعة عبر الغلاف الجوي إلى تسخين الدرع الحراري إلى حوالي 15500 درجة مئوية (28000 درجة فهرنهايت).
في ذلك الوقت، كانت هذه أصعب محاولة دخولٍ في غلافٍ جوي على الإطلاق؛ دخل المسبار بخمسين ضعف سرعة الصوت (50 ماخ) وصمد أمام تباطؤٍ بلغت ذروته 228 ضعف تسارع الجاذبية الأرضية. فقد الدرع الحراري البالغة كتلته 152 كيلوجرامًا، والذي شكّل نصف كتلة المسبار الكلية تقريبًا، 80 كيلوجرامًا خلال عملية الدخول. قامت ناسا ببناء مختبرٍ خاص، ألا وهو مرفق الكواكب العملاق، لمحاكاة التسخين الذي تعرض له المسبار، الذي كان مُشابهًا للحمل الحراري الذي يتعرض له الرأس الحربي للصواريخ الباليستية العابرة للقارات (آي سي بي إم) أثناء دخوله الغلاف الجوي مُضافًا إليه التسخين الإشعاعي للكرة النارية في انفجارات القنابل النووية الحرارية. نشر المسبار بعد ذلك مظلته البالغ قُطرها 2.5 متر (8.2 قدم)، وفصل درعه الحراري الذي سقط في داخل كوكب المشتري.

أثناء نزول المسبار إلى عمق 156 كيلومترًا (97 ميلًا) داخل الطبقات العليا للغلاف الجوي للمشتري، قام بجمع بيانات على مدار 58 دقيقة حول الطقس المحلي للمشتري. توقف الإرسال عندما تجاوز الضغط المحيط بالمسبار 23 ضعف الضغط الجوي الأرضي ووصلت درجة الحرارة إلى 153 درجة مئوية (307 درجة فهرنهايت). أُرسِلت البيانات أولًا إلى المركبة المدارية العائمة فوق المشتري، لترسلها بعد ذلك إلى الأرض. قام جهازا الإرسال بنطاق – إل بنقل البيانات بمعدل 128 بايت في الثانية وأرسلا تدفقات متطابقة تقريبًا من البيانات العلمية إلى المركبة المدارية. زُودت جميع إلكترونيات المسبار بالطاقة بواسطة بطاريات ثاني أكسيد كبريت الليثيوم (LiSO2) التي وفرت قُدرةً كهربائيةً رمزية بلغت حوالي 580 واطًا مع سِعةٍ تقديرية بلغت 21 أمبير-ساعة عند وصولها إلى المشتري. 

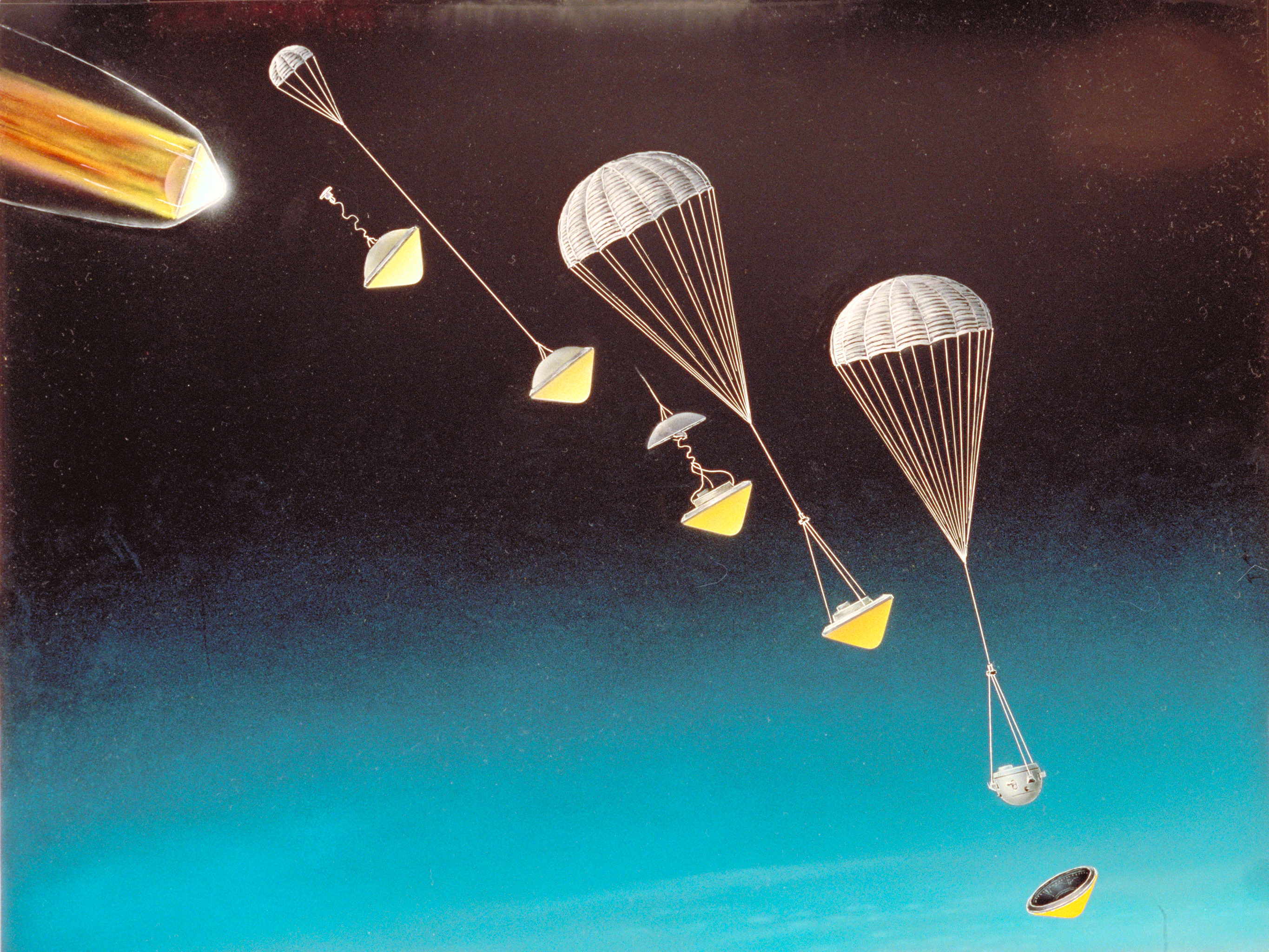
Jupiter Mission: Galileo Entry Probe Artwork (descent and separation)

## الأدوات العلمية
احتوى المسبار على سبع أدوات علمية لجمع البيانات أثناء هبوطه داخل المشتري، وهي:
- أداة لدراسة بُنية الغلاف الجوي تقيس درجة الحرارة والضغط ومُعدل التباطؤ.
- مطياف كُتلي مُتعادل.
- جهاز للكشف عن الهيليوم، مقياس تداخل يدعم دراسات تركيب الغلاف الجوي.
- مقياس كدر لتحديد موقع السُحب ورصد الجسيمات السحابية.
- مقياس إشعاع صافي التدفق لقياس الفرق بين التدفق الإشعاعي العلوي والسفلي عند كل ارتفاع.
- كاشف برق والانبعاثات الراديوي لقياس الضوء والانبعاثات الراديوية المرتبطة بالبرق.
- كاشف للجسيمات عالية الطاقة في أحزمة الإشعاع الخاصة بالمشتري.

بالإضافة إلى ذلك، احتوى الدرع الحراري الخاص بالمسبار على أدواتٍ لقياس الاستئصال (الاجتثاث) أثناء النزول. وصل إجمالي البيانات التي أرسلها المسبار إلى 3.5 ميغابت تقريبًا (460000 بايت). توقف المسبار عن إرسال البيانات قبل انقطاع خط نظره مع المركبة المدارية. كان ارتفاع درجة الحرارة هو السبب المُرجّح للفشل النهائي للمسبار، وهو ما أشارت إليه أجهزة الاستشعار قبل فُقدان الإشارة.
استمر المسبار بإرسال البيانات حتى وصل الضغط إلى 21 بار. (يُعادل الضغط الجوي عند مستوى سطح البحر على الأض حوالي 1 بار)

## نتائج المهمة ونهايتها
دخل المسبار في الغلاف الجوي للمشتري في الساعة 22:04 بالتوقيت العالمي المُنسق. قبل الدخول، اكتشف المسبار حزامًا إشعاعيًا جديدًا على ارتفاع 31000 ميل (50000 كيلومتر) فوق سُحب المشتري العُلوية. تبين أنّ الغلاف الجوي الذي نزل المسبار خلاله كان أكثر كثافة وسخونة مما كان متوقعًا. تبين أيضاً أنّ المشتري يحتوي فقط على نصف كمية الهيليوم المتوقعة ولم تدعم البيانات نظرية بنية السُحب ثلاثية الطبقات. قام المسبار بقياس طبقة مهمة واحدة فقط، ولكن مع وجود مؤشرات كثيرة على مناطق أصغر ذات كثافةٍ جسيمية مُتزايدة على طول المسار بأكمله. اكتشف المسبار كمية أقل من البرق والماء، لكنه اكتشف رياحًا أكثر مما كان مُتوقعًا. كان الغلاف الجوي أكثر اضطرابًا وكانت الرياح أسرع بكثير من الحد الأقصى المتوقع البالغ 350 كيلومترًا في الساعة (220 ميلًا في الساعة). تطلب الأمر تحليلًا شاقًا لبيانات الرياح الأولية من قِبل المسبار لتحديد السرعات الفعلية للرياح المُقاسة. أظهرت النتائج في نهاية المطاف أنّ سرعات الرياح في الطبقات الخارجية كانت تتراوح بين 290 و360 كيلومترًا في الساعة (80 - 100 متر في الثانية)، أي أنها تتفق مع القياسات البعيدة السابقة، لكن زادت سرعة الرياح بشكلٍ كبير عند مستويات ضغطٍ تراوحت بين 1-4 بار، ثم حافظت على ارتفاعها بثبات على سرعة 610 كيلومترًا في الساعة (170 مترًا في الثانية). لم يُكشف عن أيّ سطحٍ صلب خلال رحلة النزول لعمق 156 كيلومترًا (97 ميلًا). حدد تحليل لاحقٌ أنّ مسبار غاليليو قد دخل في إحدى البقع الساخنة في الغلاف الجوي للمشتري.
توقف الاتصال اللاسلكي (بسبب ارتفاع درجة الحرارة) بعد 78 دقيقة من دخول الغلاف الجوي للمشتري على عمق 160 كيلومترًا. عند تلك النقطة، وصل الضغط ودرجة الحرارة إلى 22 بار و152 درجة مئوية على التوالي وفقًا لبيانات المسبار. يشير التحليل النظري إلى أنّ المظلة قد انصهرت أولًا، بعد حوالي 105 دقيقة من الدخول، ثم تبعتها المكونات المصنوعة من الألمنيوم بعد 40 دقيقة أخرى من السقوط الحر خلال بحر الهيدروجين فوق الحرج. يُتوقع أنّ هيكل التيتانيوم قد صمد لحوالي 6.5 ساعات أخرى قبل تفككه. نتيجة الضغط العالي، تبخرت قطرات المسبار المعدنية أخيرًا بمجرد وصولها لدرجة الحرارة الحرجة، لتمتزج مع الهيدروجين السائل داخل المشتري. من المتوقع أنّ المسبار قد تبخر تمامًا بعد 10 ساعات من دخوله الغلاف الجوي.
بمرور الوقت، أصبح من الممكن تفحص البيانات لتعلم المزيد عن الغلاف الجوي للمشتري، وكانت إحدى طرق القيام بذلك هي دراسة حركة المسبار أثناء نزوله لأسفل. أظهرت البيانات أنّ حركة الرياح على كوكب المشتري هي تقدمية عند 700 ميللي بار من الضغط وترتفع سرعتها إلى 170 مترًا في الثانية عند 4000 ميللي بار من الضغط.

## معرض صور

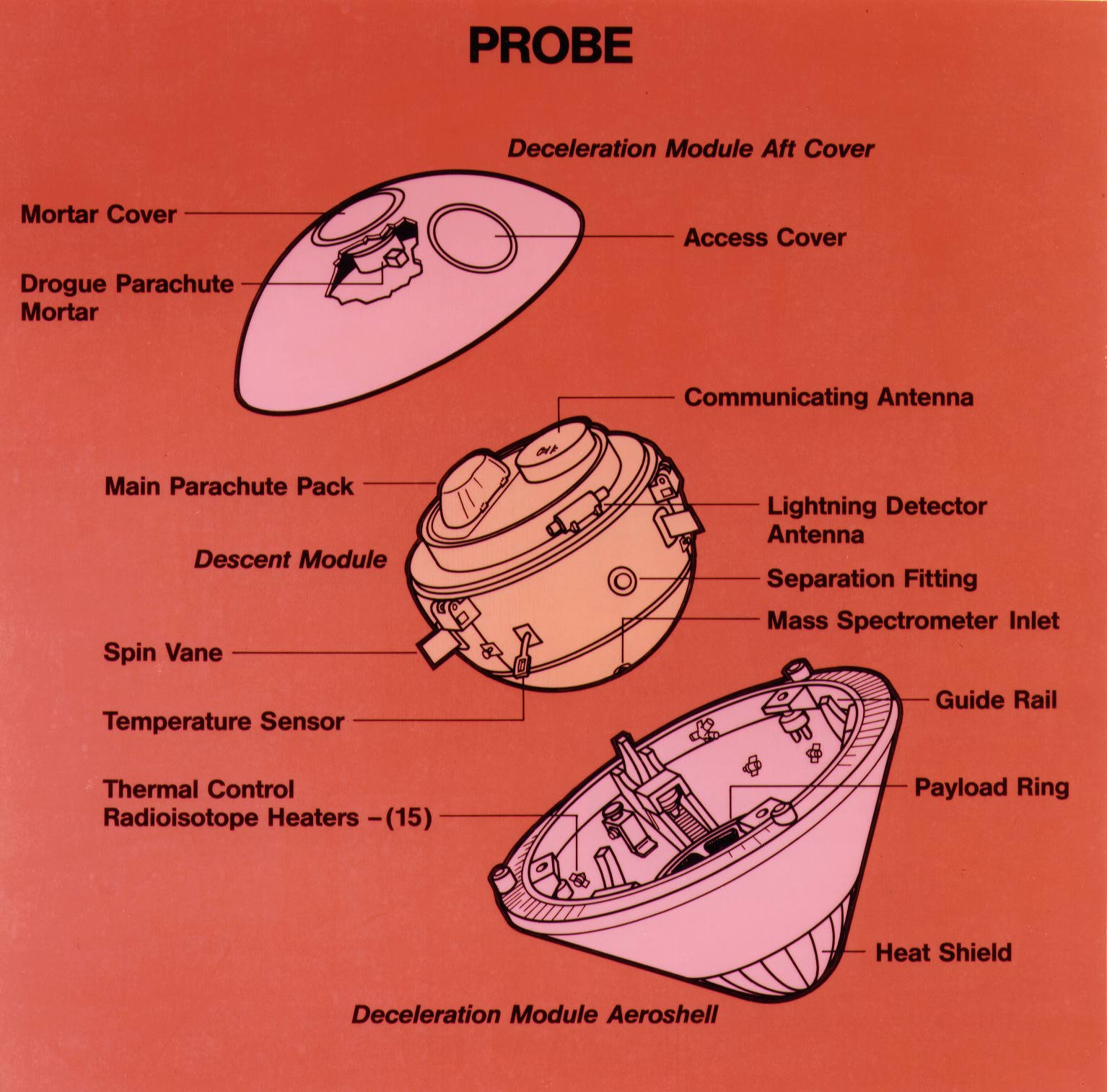
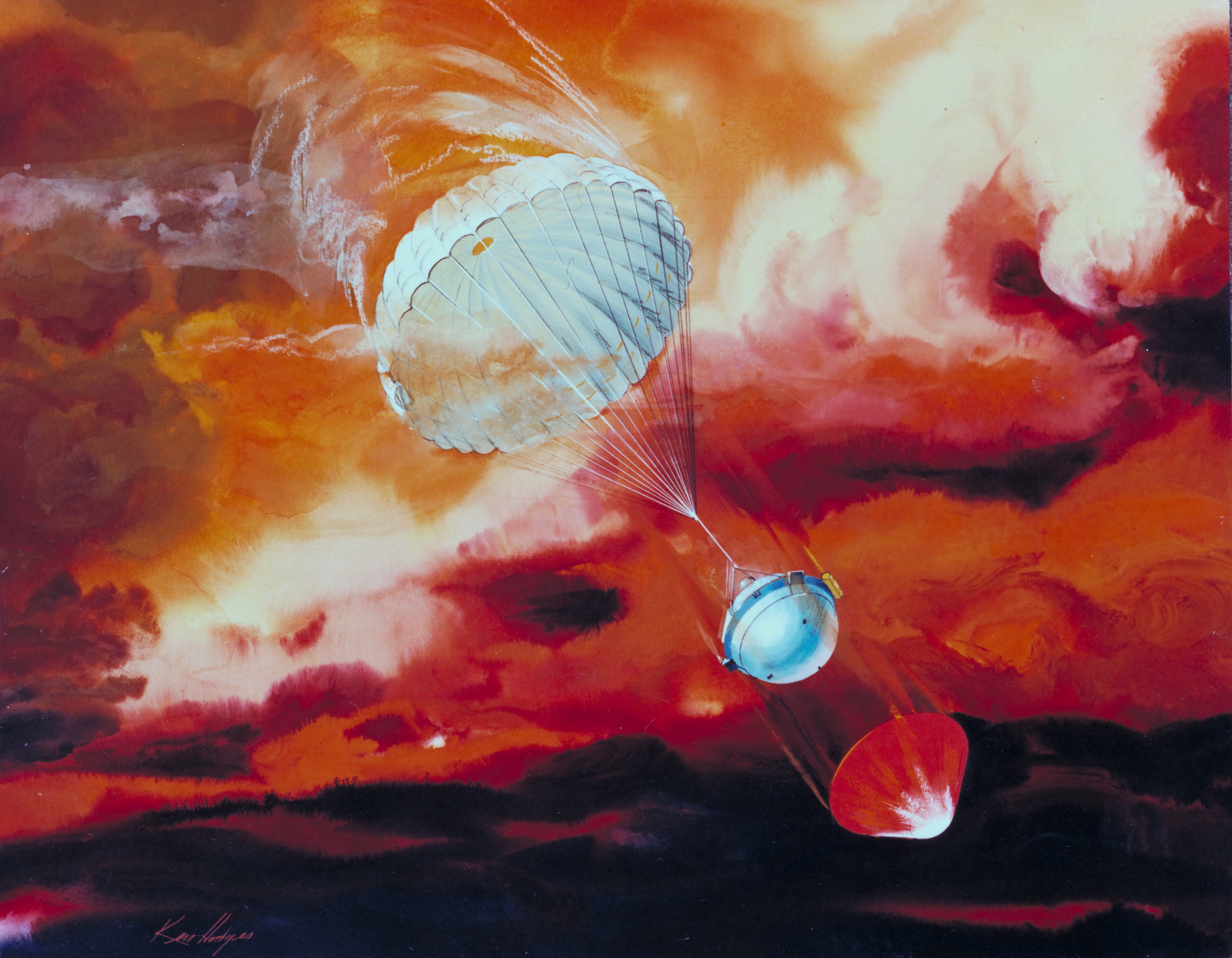
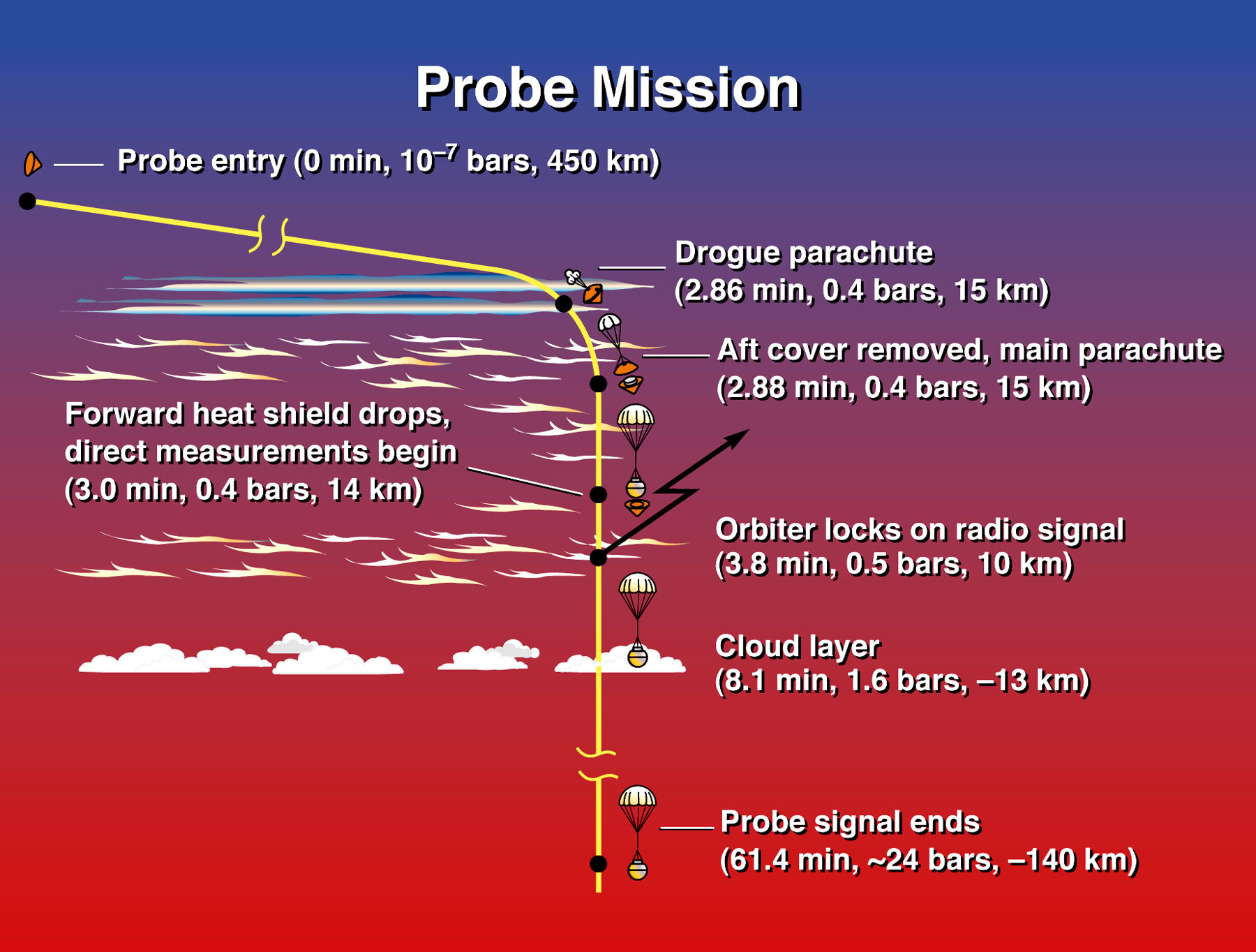

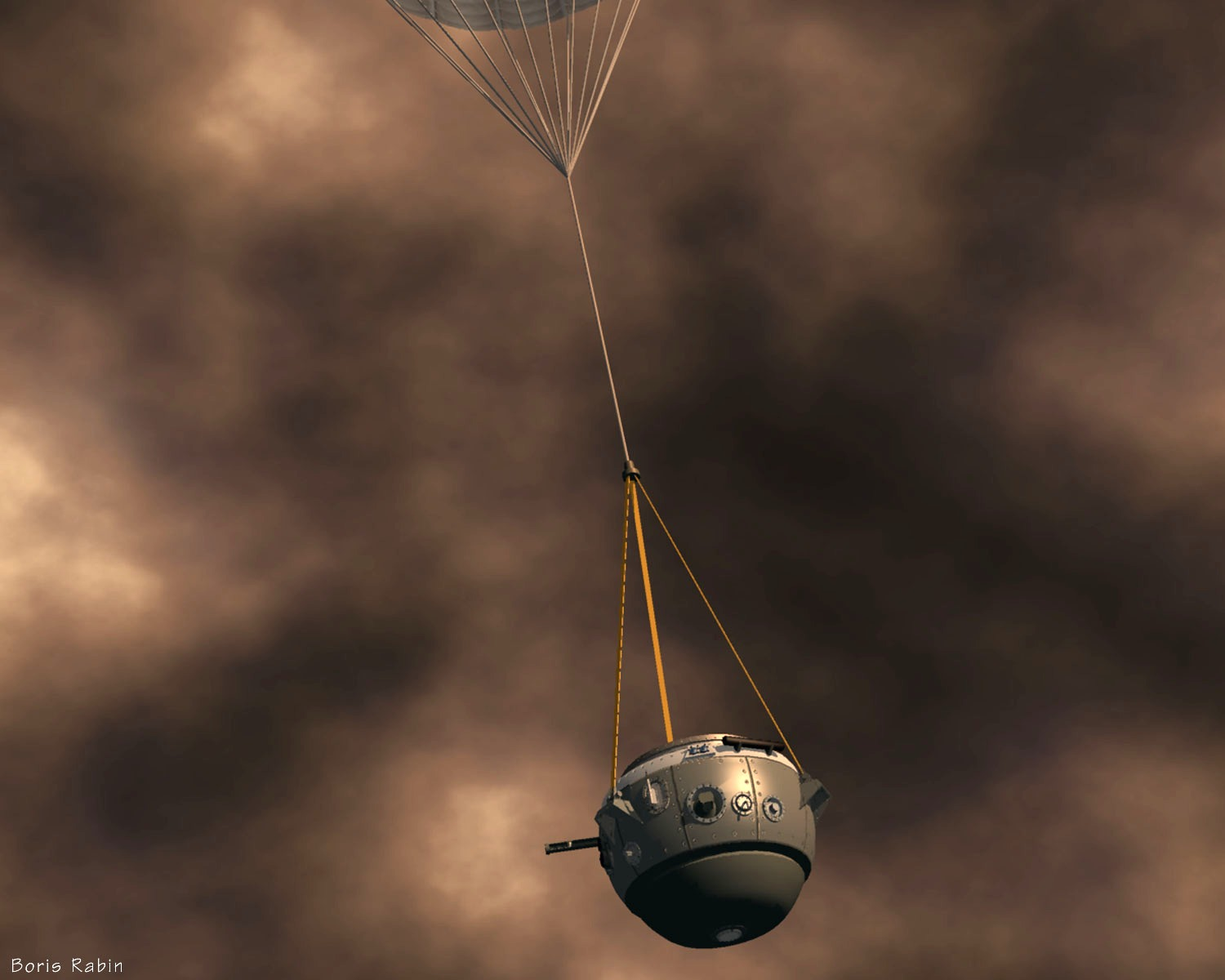
Artist's impression of the Galileo Descent Module descending through Jupiter's atmosphere. 1995